# Ananda Marinho
 Ananda Cristina Marinho (São Paulo, 2 de maio de 1989) é uma voleibolista indoor brasileira, atuante na posição de levantadora , com marca de alcance de 287 cm no ataque e 274 cm no bloqueio, conquistou o título da Superliga Brasileira A na temporada de 2017-18, a principal competição nacional, entre outros resultados em competições nacionais, além de ser semifinalista no Campeonato Mundial de Clubes de 2018 na China e medalhista de prata no Campeonato Sul-Americano de Clubes de 2019 no Brasil. Atualmente, joga no Calsalmaggiore, da Itália.

## Carreira
O interesse  de Ananda pelo voleibol surgiu através de um professor de Educação Física, quando tinha 11 anos de idade, então ela pediu a seus pais  que a inscrevessem algum estabelecimento onde pudesse jogar, por residir próxima da cidade de Osasco, seu início foi no Núcleo de Formação do Finasa/Osasco, e desde o ano 2000 ingressou nas categorias de base do mesmo clube, desde o pré-mirim ao juvenil.
Em 2006 representou o Clube Atlético Ypiranga na edição do Torneio Preparação, na categoria pré-mirim, ocasião da conquista do título. e em 2007 ela voltou atuar no elenco infantojuvenil do Finasa/Osasco e conquistou o título do Campeonato Metropolitano e também do Campeonato Paulista
Ainda em 2007 transferiu-se para o Medley/Banespa e foi convocada  pelo técnico Almyr Ferreira para seleção paulista para disputar o Campeonato Brasileiro de Seleções de 2007, categoria juvenil da Divisão Especial,  realizado em Brusque, conquistando o título.
Permaneceu no Medley/Banespa na temporada 2008-09 sendo semifinalista na Copa São Paulo de 2008 e foi semifinalista na edição do Campeonato paulista de 2008 e disputou a Superliga Brasileira A 2008-09 e disputou por este clube a Superliga Brasileira A 2008-09, quando avançou até as  quartas de final encerrando na sétima posição.
Em 2009 foi contratada pelo São Bernardo para disputar a Liga Nacional de 2009 realizada na cidade de Juazeiro do Norte quando conquistou o vice-campeonato. e disputou também o Campeonato Paulista de 2009
Posteriormente transferiu-se para o Praia Clube/Banana Boat e disputou a Superliga Brasileira A 2009-10 encerrando na sétima posição.
Renovou com Praia Clube/Banana Boat, representando a cidade de Uberlândia disputou a edição dos Jogos Abertos Brasileiros de 2010 em Cuiabá, e obteve a medalha de ouro.; obteve o título da Liga Nacional de Voleibol de 2010 e  alcançou a medalha de bronze no Campeonato Mineiro de 2010 e disputou a Superliga Brasileira A 2010-11 avançando as quartas de final e encerrando em sétimo lugar.
Foi anunciada como nova contratação do Vôlei Futuro para as disputas do período 2011-12 sagrou-se campeã  do Campeonato Paulista de 2011 e dos Jogos Regionais de Araçatuba em 2011, nas ficou com a medalha de prata nos Jogos Abertos de Mogi das Cruzes, mesmo resultado obtido na Copa São Paulo de 2011 e foi bronze na Superliga Brasileira A 2011-12.
Foi atleta do Rio do Sul/Unimed/Delsoft na temporada 2012-13, disputou o Campeonato Catarinense de 2012. e conquistou o título e representou a cidade de Rio do Sil na 52ª edição dos Jogos Abertos de Santa Catarina (Jasc)  de 2012 obtendo o ouro e também ajudou a equipe para avançar as quartas de final  da Superliga Brasileira A 2012-13, competição na qual finalizou na oitava colocação
Integrou a equipe do EC Pinheiros nas competições da jornada esportiva 2013-14. e foi vice-campeã da Copa São Paulo de 2013 e disputou a correspondente Superliga Brasileira A encerrando na sexta colocação ao final da competição
Cursou Educação Física pela Unip, e defendeu a equipe desta instituição a Atlética Unip concluiu no final de 2014.
Na jornada de 2014-15 foi atleta do Terracap/Brasília Vôlei, conquistou o terceiro lugar na Copa Brasília de 2014. e disputou a Superliga Brasileira A 2014-15 terminando na sétima colocação
Retornou ao Pinheiros/Klar na temporada 2015-16, sagrando-se campeã da Copa São Paulo de 2015. e sagrou-se vice-campeã na edição da Supercopa de 2015, realizada em Itapetininga  e competiu por este time na Superliga Brasileira A 2015-16 alcançando ao final a sétima posição
Para as competições de 2016-17 permanece no Pinheiros/Klar sagrando-se vice-campeã do Campeonato Paulista de 2016. finalizando na oitava posição na Superliga Brasileira A 2016-17 foi capitã da equipe já fazia planos de contrair matrimônio com jogador de futsal Wesley “Bocão” 
Após algumas temporadas voltou a ser contratada pelo Dentil/Praia Clube competições do período de 2017-18, sagrou-se vice-campeã do Campeonato Mineiro de 2017. e também na Copa Brasil de 2018 realizada em Lages e contribuiu para a melhor campanha do clube na história da Superliga Brasileira A 2017-18 e é finalista sagrando-se campeã pela primeira vez
Renovou com o mesmo clube para temporada 2018-19 e sagrou-se vice-campeã da edição do Campeonato Mineiro de 2018., mais tarde conquistou o título da Supercopa Brasileira de 2018, também disputou a edição do Campeonato Mundial de Clubes de 2018, realizada em Shaoxing e disputou a semifinal, terminando na quarta colocação
Pelo Dentil/Praia Clube conquistou o vice-campeonato da Copa Brasil de 2019 realizada em Gramado. e a medalha de prata no Campeonato Sul-Americano de Clubes de 2019 realizado novamente em Belo Horizonte e atuando pela equipe avançou a grande final da Superliga Brasileira 2018-19, atuando nos dois jogos da série final, mas terminou com o vice-campeonato

## Títulos e resultados
- Campeonato Mundial de Clubes:2018[65]
- Superliga Brasileira Aː2017-18[61]
- Superliga Brasileira Aː2018-19
- Superliga Brasileira A: 2011-12[33]
- Supercopa Brasileira de Voleibol:2018[63]
- Supercopa Brasileira de Voleibolː2015[51]
- Copa Brasil:2018[59], 2019[66] e 2020
- Liga Nacional:2010[23]
- Liga Nacional:2009[17]
- Jogos Abertos Brasileiros:2010[22]
- Campeonato Paulista:2011
- Campeonato Paulista:2016[55]
- Campeonato Mineiro: 2017[58] e 2018[62]
- Campeonato Mineiro:2019
- Campeonato Mineiro:2010[25]
- Campeonato Catarinense:2012[35]
- Copa Brasília:2014[46]
- Copa São Paulo:2015[50]
- Copa São Paulo:2011[32] e 2013[40]
- Jasc:2012[37]
- Jogos Regionais de São Paulo:2011[30]
- Jogos Abertos do Interior de São Paulo:2011[31]
- Campeonato Brasileiro de Seleções Juvenil (Divisão Especial):2007[9]
- Campeonato Paulista Infantojuvenil:2007[5]
- Campeonato Paulista Metropolitano:2007[5]
- Torneio Preparação FPV Pré-Mirim:2006[4]